# Plonéour-Lanvern
Plonéour-Lanvern (bret. Ploneour-Lanwern) – miejscowość i gmina we Francji, w regionie Bretania, w departamencie Finistère.
Według danych na rok 1990 gminę zamieszkiwało 4619 osób, a gęstość zaludnienia wynosiła 94 osoby/km² (wśród 1269 gmin Bretanii Plonéour-Lanvern plasuje się na 98. miejscu pod względem liczby ludności, natomiast pod względem powierzchni na miejscu 83.).